# Comarca Metropolitana de Huelva
La Comarca metropolitana de Huelva es una de las seis comarcas de la provincia de Huelva, en Andalucía. Esta comarca se creó en 2003 por la Junta de Andalucía.
Está formada por los municipios de Aljaraque, Gibraleón, Huelva, Moguer, Palos de la Frontera, Punta Umbría y San Juan del Puerto.
Se sitúa al sur de la provincia y limita al norte con la comarca de El Andévalo, al oeste con la Costa Occidental de Huelva, al sur con el Océano Atlántico y al este con la comarca de El Condado de Huelva.
Destacan playas como las de Mazagón.

## Municipios
| # | Escudo | Nombre                          | Población (2022) | Superficie (km²) | Densidad de Población |
| - | ------ | ------------------------------- | ---------------- | ---------------- | --------------------- |
| 1 |        | Huelva                          | 141.854          | 151,33           | 937,3                 |
| 2 |        | Moguer                          | 22.643           | 203,5            | 111,2                 |
| 3 |        | Aljaraque                       | 22.078           | 33,82            | 652,8                 |
| 4 |        | Punta Umbria                    | 16.167           | 38,37            | 421,3                 |
| 5 |        | Gibraleon                       | 12.930           | 328,33           | 39,3                  |
| 6 |        | Palos de la Frontera            | 12.483           | 49,3             | 253,2                 |
| 7 |        | San Juan del Puerto             | 9.532            | 45,39            | 210                   |
|   | Total  | Comarca Metropolitana de Huelva | 237 687          | 850,04           | 279,6                 |

## Otras comarcas de la provincia

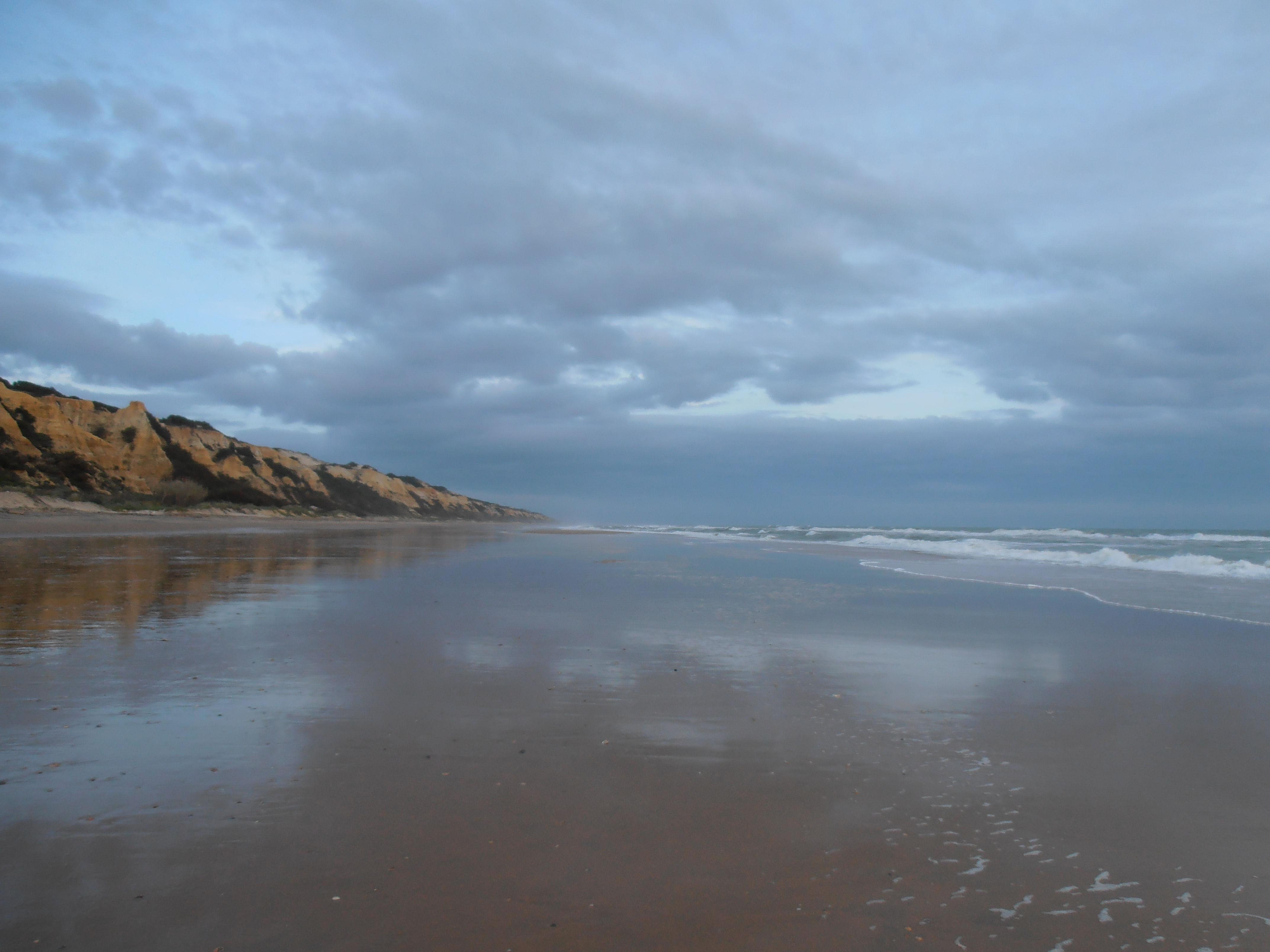
Mazagón

- El Andévalo
- El Condado
- Cuenca Minera
- Costa Occidental
- Sierra de Huelva

## Enlaces de interés
- Artículo en el diario Huelva Información: El Área Metropolitana ha aumentado sus habitantes cuatro veces más de lo previsto (22/10/2007)

- Datos: Q2984687